# Леоновская (Вологодская область)
Леоновская — деревня в Верховажском районе Вологодской области.
Входит в состав Нижне-Важского сельского поселения (до 2015 года входила в Климушинское сельское поселение), с точки зрения административно-территориального деления — в Климушинский сельсовет.
Расстояние по автодороге до районного центра Верховажья — 22,5 км, до деревни Климушино — 2 км. Ближайшие населённые пункты — Вахрушево, Ивановская, Климушино.
По переписи 2002 года население — 14 человек.